# Robyn Thorn
Robyn Thorn (Australia, 26 de noviembre de 1945) es una nadadora australiana retirada especializada en pruebas de estilo libre, donde consiguió ser subcampeona olímpica en 1964 en los 4 x 100 metros estilo libre.

## Carrera deportiva
En los Juegos Olímpicos de Tokio 1964 ganó la medalla de plata en los relevos de 4 x 100 metros estilo libre, con un tiempo 4:06.9 segundos, tras Estados Unidos (oro) y por delante de Países Bajos (bronce); sus compañeras de equipo fueron las nadadoras: Janice Murphy, Lynette Bell y Dawn Fraser.